# بخش بستان
بخش بستان یکی از بخش‌های تابعه شهرستان دشت آزادگان در استان خوزستان در جنوب غربی ایران است.

## تقسیم‌بندی کشوری
- بخش بستان
  - دهستان بستان
  - دهستان سعیدیه

شهرها: بستان

## جمعیت
بنابر سرشماری مرکز آمار ایران، جمعیت بخش بستان شهرستان دشت آزادگان در سال ۱۳۸۵ برابر با ۹۶۴۲ نفر بوده است.